# Henry Petrie
Frederick Henry Petrie (* 1768 in London; † 17. März 1842 ebenda) war ein britischer Historiker und Archivar.

## Leben
Henry Petrie wurde im Jahr 1768 geboren und am 28. April 1772 in der Kirche St. Mary’s im London Borough of Lambeth getauft. Petries Vater war Schulmeister in Stockwell und hatte für seinen Sohn dieselbe Laufbahn vorgesehen. Petrie selbst interessierte sich jedoch mehr für historische und antiquarische Recherchen, weshalb er zahlreiche Skizzen und im Zeitraum von 1800 bis 1809 auch mehrere hundert Aquarelle von historischen Gebäuden in Südengland und Nordfrankreich anfertigte. Thomas Frognall Dibdin, dem Petrie Privatstunden in Französisch und Zeichnen gab, machte seinen Lehrer mit Earl Spencer bekannt, der Petrie in seinen Forschungen ermutigte.
Nach dem Tod von Samuel Lysons erhielt Petrie im Jahr 1819 dessen Stelle als leitender Archivar im Tower of London. Im Jahr darauf wurde Petrie in die Society of Antiquaries of London gewählt und begann, sich intensiv mit der frühen Geschichte Englands auseinanderzusetzen. Ein Versuch von John Pinkerton und Edward Gibbon, die Anfänge der englischen Geschichte in einem umfangreichen Werk zu publizieren, war an Gibbons frühzeitigem Tod gescheitert. Petrie nahm die Idee wieder auf und organisierte gemeinsam mit Earl Spencer mehrere Treffen in dessen Haus, um das Projekt voranzubringen. Da Petrie nicht nur Quellen angeben, sondern auch Extrakte derselben in sein Werk inkludieren wollte, wurde das Projekt immer kostspieliger und ein Antrag auf öffentliche Förderung unerlässlich. Nachdem dieser von Regierung und Parlament bewilligt worden war, begann man im Jahr 1823 mit der Arbeit. Zu den Mitarbeitern des Projekts zählten Petries Schwager John Sharpe (1769–1859), der Historiker Aneurin Owen und der damals noch kaufmännisch tätige John Humffreys Parry. Petrie selbst musste sich im Jahr 1832 krankheitsbedingt vom Projekt zurückziehen.
Als 1834 der erste Band kurz vor der Veröffentlichung stand, wurde das Projekt von der Record Commission auf Eis gelegt. Grund dafür war die Anschuldigung des Historikers Francis Palgrave, dass das Projekt zum Scheitern verurteilt sei, weil es in Anlehnung an Martin Bouquet und Lodovico Antonio Muratori nur chronologisch geordnete Extrakte und keinen durchgängigen Text enthielt. Zur Veröffentlichung kam es erst 1848, als Petries langjähriger Assistent Thomas Duffus Hardy die Erlaubnis zur Publikation des Werkes erhielt.
1840 ging Petrie 72-jährig in den Ruhestand und starb am 17. März 1842 in seinem Haus am Stockwell Place. Seine umfangreiche Buchsammlung wurde im Juni 1842 versteigert.

## Briefwechsel
Henry Petrie stand in regem brieflichem Kontakt zu Kollegen im In- und Ausland. Die National Archives verzeichnen eine Korrespondenz mit Earl Spencer auch Briefwechsel mit Philip Bliss von der University of Oxford, Frederic Madden vom British Museum, Charles O’Conor und Thomas Phillipps.
Anlässlich der Londonreise von Gustav Friedrich Hänel im Herbst/Winter 1826 korrespondierte Petrie mit demselben und organisierte Treffen mit den Historikern Thomas Phillips und George D’Oyly.

## Schriften
- Magni Rotuli Scaccarii Normanniæ de anno ab incarnatione Domini 1184, Willielmo filio Radulfi Senescallo, quæ extant. London 1830.
- Monumenta historica Britannica or, Materials for the history of Britain, from the earliest period. Prepared and illustrated with notes by the late Henry Petrie; assisted by the Rev. John Sharpe. Volume 1:  Extending to the Norman Conquest. Published by command of Her Majesty, London 1848. (Digitalisat)